# Никољскоје
Никољскоје (рус. Никольское; фин. Lomkka) град је на северозападу европског дела Руске Федерације. Налази се у северозападном делу Лењинградске области, и административно припада Тосњенском рејона.
Према проценама националне статистичке службе за 2015. у граду је живела 21.160 становника. Административни статус града има од 1990. године.

## Географија
Град се налази на крајњем северу Тосњенског рејона у подручју ниске и мочварне Приневске низије, на надморској висини од око 30 m. Кроз град протиче река Тосна, лева притока реке Неве и део басена Финског залива Балтичког мора.
Налази се на око 30 километара северозападно од административног центра рејона, града Тосна, односно на око 40 километара југоисточно од историјског центра града Санкт Петербурга.

## Историја
Прво насеље на месту данашњег Никољског било је малено село, основано 1710. године по налогу императора Петра Великог. Село је основано као потпуно нова насеобина у коју су насељени занатлије клесари и зидари из унутрашњих делова Империје који су радили на градњи нове, Северне престонице. Око насеља су се налазили бројни каменоломи одакле се у Петроград допремао грађевински материјал. Како су досељеници са собом у село донели и икону Светог Николе, насеље је прозвано Никољскоје, а црква брвнара која је саграђена две године касније, била је посвећена том светитељу. Првобитну цркву-брвнару је 1801. заменило зидано здање.
Године 1876, пуковник Борис Винер је купио земљиште у селу на којем је годину дана касније са радом почела фаврика за производњу барута (позната као Јекатерињински завод). Отприлике у исто време, у селу је са радом почела и мања фабрика стакла.
Према подацима са првог сверуског пописа становништва из 1897. године, у селу Никољском (тада Плитнаја Ломка) живело је 1.180 особа, од чега је њих 1.168 припадало православном хришћанском корпусу. По подацима из 1913, у селу је регистровано 178 домаћинстава.
Године 1933. село Никољскоје постало је административним центром истоимене руралне општине у оквирима Тосњенског рејона, и у њеном саставу у то време су се налазила 4 села са укупно 2.232 становника.
Током Другог светског рата Тосњенски рејон се налазио под окупацијом трупа Вермахта (од септембра 1941. до јануара 1944), а само насеље Никољскоје се налазило на првој борбеној линији током опсаде Лењинграде. Село је током рата претрпело велика разарања и готово у потпуности је уништено, а велики број његових житеља је страдао.
Године 1958. године село је преобразовано у градско насеље у рангу варошице, а од 15. августа 1990. године административно је уређено као град рејонске субординације.

## Демографија
Према подацима са пописа становништва 2010. у граду је живело 19.280 становник, док је према проценама националне статистичке службе за 2015. град имао 21.160 становника.
| 1838. | 1959. | 1970. | 1979.  | 1989.  | 2002.  | 2010.  | 2015.  |
| ----- | ----- | ----- | ------ | ------ | ------ | ------ | ------ |
| 712   | 6.436 | 9.458 | 13.160 | 17.215 | 17.309 | 19.280 | 21.160 |